# Nyugati vöröskolobusz
A nyugati vöröskolobusz (Piliocolobus badius) a cerkóffélék családjába tartozó, Nyugat-Afrikában honos majomfaj.

## Megjelenése

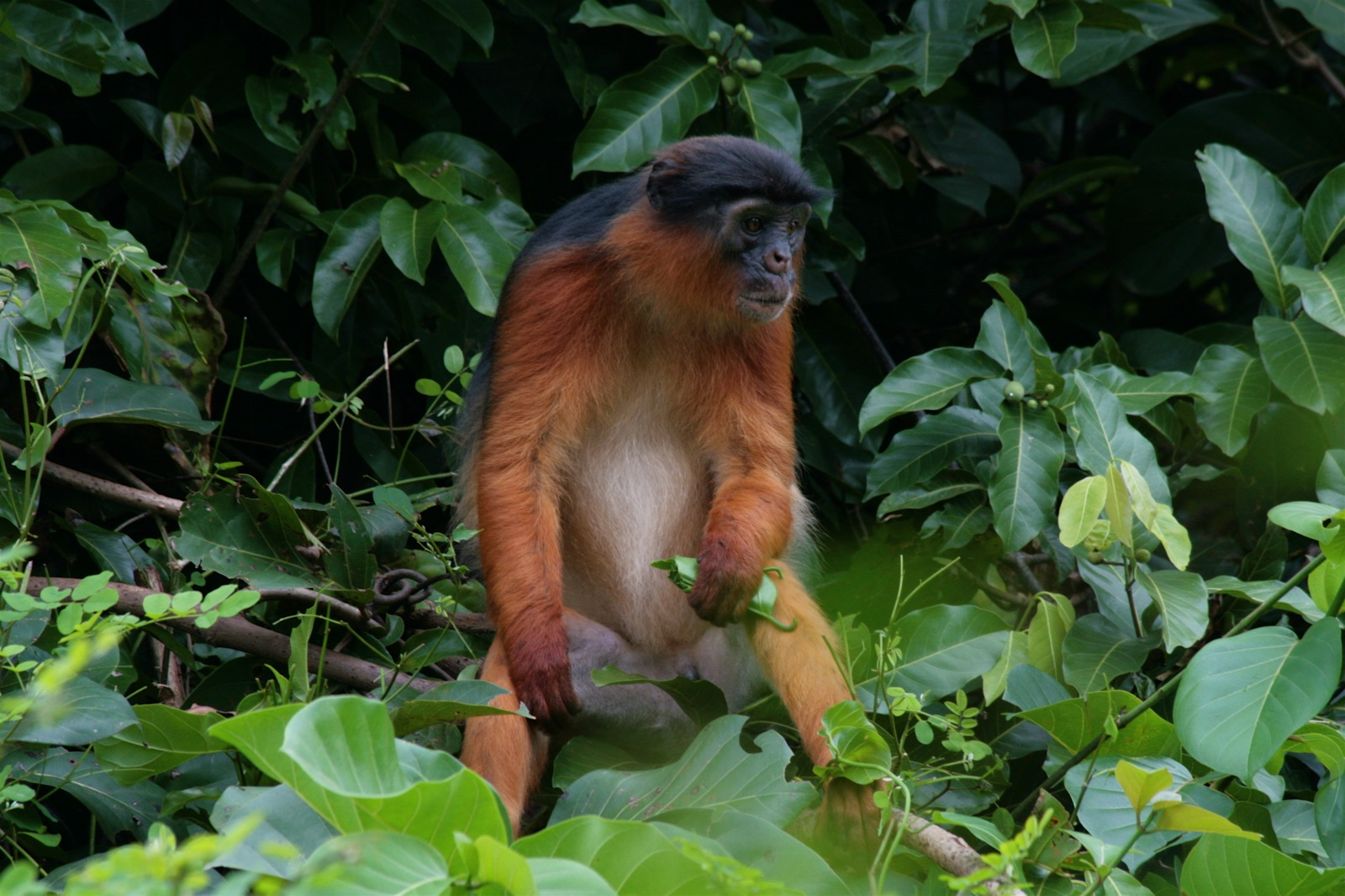

A nyugati vöröskolobusz közepes méretű majom, testhosszuk 45–67 cm, amihez még 52–80 cm-es farka járul. A hímek valamivel nagyobbak, testsúlyuk 9,1-12,2 kg közötti, míg a nőstények 6,8-9,1 kg között lehetnek. Arcuk csupasz. Bundájuk a hátukon barna, szürke vagy fekete színű, míg pofaszakálla és végtagjaik vörösek vagy vörösesbarnák. Ágyékuk környéke fehér. A rokon fajoktól eltérően nincsenek hosszú fürtjeik, szőrzetük többé-kevésbé egyforma hosszú. Ujjaik hosszúak, az erősen megrövidült hüvelykujj kivételével. Érdekesség, hogy a fiatal hímeken kívülről nincs nyoma pénisznek vagy heréknek és a nőstényekéhez hasonló rózsaszín ivarszervi duzzanata van. Ennek oka feltehetően az, hogy így kevésbé vannak kitéve az idősebb hímek agressziójának.
Három alfaja van:
- P. badius badius: homloka fekete, combja külső oldala a hátszőrzettel azonos színű
- P. badius temmincki
- P. badius waldroni: homloka és combja vörösebb, mint a P.b. badius-é

## Elterjedése
Nyugat-afrikai faj. A P.b. badius Elefántcsontparton, Sierra Leonéban és Libériában fordul elő, míg a P.b. waldroni Kelet-Elefántcsontpart és Nyugat-Ghána, a P.b. temminicki Szenegál, Guinea, Gambia és Bissau-Guinea lakója.
A nyugati vöröskolobusz esőerdők lombkoronájában, annak valamennyi szintjében él, de a legtöbb időt a talajtól 20–30 m közötti magasságban tölti. A P.b. temmincki alfaj hegyi erdőkben, trópusi esőerdőkben, valamint Szenegál száraz erdeiben honos. A P.b. waldroni a sűrű, magas lombkoronájú erdőket preferálja.

## Életmódja

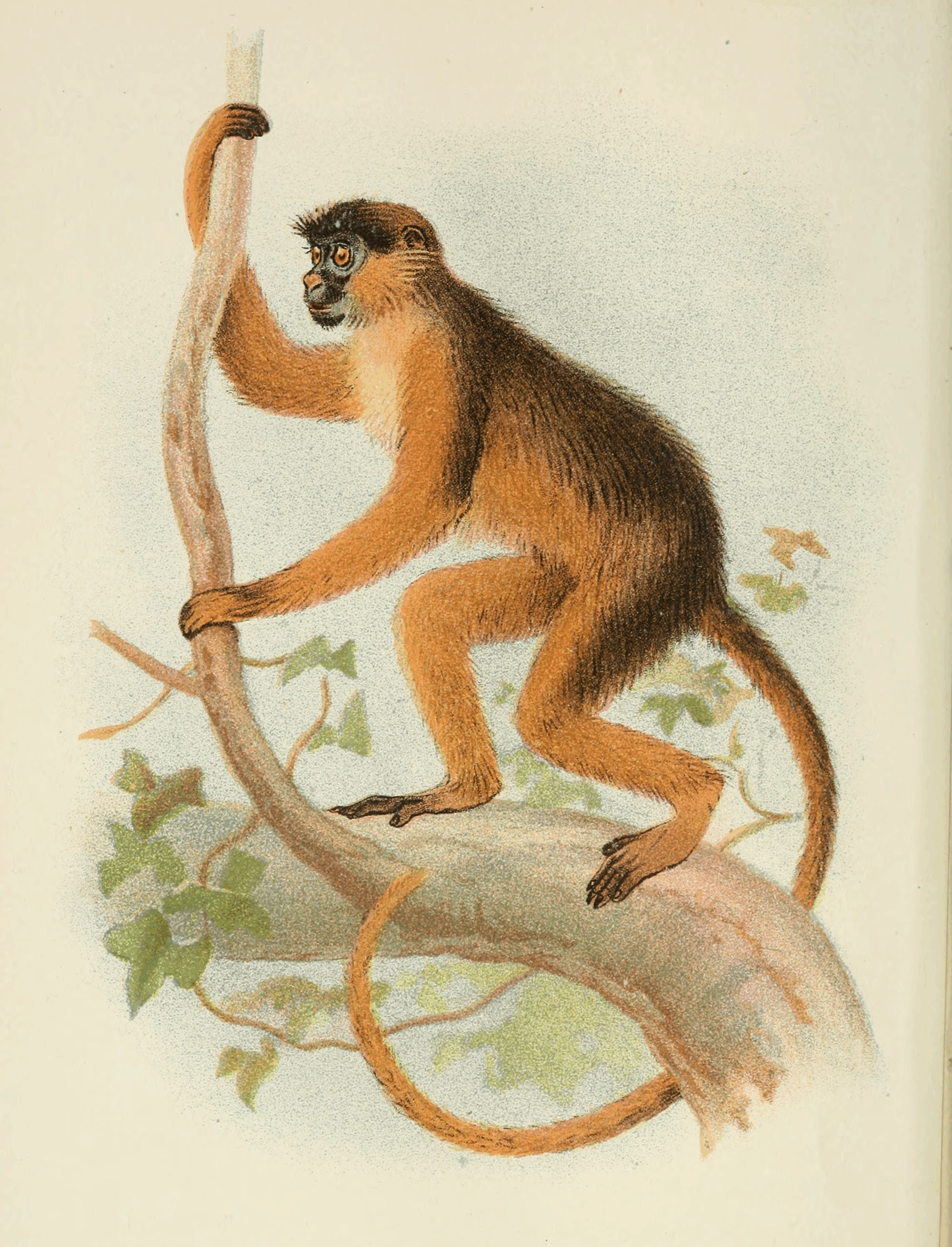
A nyugati vöröskolobusz 1897-es ábrázolása

Nappal aktív. Élete nagy részét a lombok között tölti, a talajra csak ritkán ereszkedik le. Néha Diana-cerkófokkal verődik össze.
A nyugati vöröskolobusz nagy, több mint húsz (esetenként akár 90) főből álló csoportokban él, amelyek fiatal és idősebb hímekből és nőstényekből állnak. A nőstények időnként csoportot váltanak, míg a hímek abban maradnak, ahol születtek, esetleg saját csoportot alapítanak. Territoriális állatok. A P.b. temmincki alfaj csoportjai 0,089-0,22 km²-es territóriumot védelmeznek, míg a P.b. badius területe meghaladhatja az egy négyzetkilométert. A P.b. temmincki-csoportok egyébként is eléggé lazán szerveződnek és gyakran összeállnak másokkal, esetleg szétválnak.
Tápláléka elsősorban zsenge levelekből áll és kisebb mértékben ugyan, de megeszi az idősebb leveleket, magvakat, éretlen gyümölcsöket és a hajtásokat. A P.b. temmincki elsődleges táplálékforrásai a Terminalia macroptera, Celtis integrifolia, Erythrophleum guineense, Pterocarpus erinaceus és Dichrostachys glomerata növényfajok. Rokonaihoz hasonlóan gyomra több rekeszből áll, ami segíti megemészteni a levelek cellulóztartalmát. A felső rekeszekben baktériumok fermentálják a táplálékot, míg az alsókban gyomorsav segíti az emésztést. Gyomra igen nagy, egy jóllakott állat esetében testsúlya negyedét teszi ki.
Természetes körülmények között főleg leopárdok és csimpánzok vadásznak rá. A két ellenségükre másképp reagálnak: csimpánzt látva vészkiáltást hallatnak majd utána elcsendesülve felmásznak a fák legtetejére. Leopárd felbukkanása esetén több hím vészkiáltásokat adva megpróbálja elűzni a ragadozót. A nyugati vöröskolobuszra az ember is vadászik a húsáért és bőréért. A vadászat következtében a P.b. waldroni alfaj a kihalás szélére került. 

### Szaporodása
Ennél a fajnál a csoportról csoportra vándorló nőstények választják ki, hogy melyik hímmel pározzanak. Nem teljesen egyértelmű, hogy monogámak, vagy a nőstény több hímmel is kapcsolatban áll. Az ovulációt az ivarszerv rózsaszín duzzanata jelzi. A nőstények kétévente lesznek vemhesek. A vemhességi idő 6-6,5 hónap. Mivel fogságban nehezen tarthatók, utódnevelési szokásaik alig ismertek.
Életük első hat hónapjában a nyugati vöröskolobuszok 30%-a elpusztul, egyéves korukig pedig további 18%-uk. Élettartamuk nem ismert. 

## Környezetvédelmi helyzete
A nyugati vöröskolobusz a Természetvédelmi Világszövetség Vörös listáján veszélyeztetett státusszal szerepel. Létszáma az utóbbi harminc évben kevesebb, mint a felére csökkent. A P.b. waldroni alfaj súlyosan veszélyeztetett, az is lehet, hogy már kipusztult. Elsősorban az erdőirtás és a vadászat fenyegeti. A faj megtalálható a washingtoni egyezmény (CITES) II. mellékletében, vagyis kereskedelme korlátozott.